# Кампо, Самуэль дель
Самуэль дель Кампо (исп. Samuel del Campo; 23 мая 1882, Линарес, Чили — 1960, Париж) — чилийский дипломат, праведник народов мира.

## Биография
Временный поверенный посольства Чили в Бухаресте представлял интересы польских граждан в Румынии, поскольку официального представительства Польши в этой стране во время Второй мировой войны не было.
Используя своё служебное положение помогал польским евреям, оказавшимся в Черновцах на момент оккупации города немецко-румынскими войсками, получить паспорта Чили. Это было особенно актуально в октябре 1941 года с созданием гетто в Черновцах и началом депортации евреев в лагеря смерти в Приднестровье. Когда в июне 1942 года депортации возобновились, временный поверенный вновь вступился за евреев, находящихся под защитой Чили. Кроме выдачи паспортов, он защищал имущество евреев, опечатывая их дома от имени правительства Чили. Основываясь на зарегистрированных протоколах обсуждений в Совете министров Румынии, в Яд ва-Шем подсчитали, что примерно 1200 евреев получили чилийские паспорта, обеспечивавших им защиту от депортаций и неминуемой гибели.
Весной 1943 года дипломатические отношения между Чили и Румынией были разорваны, и интересы Чили в стране стала представлять Швейцария. Документы, выданные Самуэлем дель Кампо, явно не соответствовали политике правительства Чили; когда швейцарские дипломаты попросили министерство иностранных дел Чили разъяснить политику министерства в отношении предоставления чилийских паспортов, им сказали, что «они предпочли бы не предоставлять новые паспорта без одобрения министерства иностранных дел Чили».
Самуэль дель Кампо получил назначение в Цюрих, где должен был занять место генерального консула, но это решение так и не вступило в силу. После войны он был уволен из МИДа и на родину так и не вернулся, скончавшись в 1960-х в Париже.
22 октября 2017 года Яд ва-Шем в Иерусалиме провёл церемонию по посмертному признанию заслуг Самуэля дель Кампо в спасении жизней. На церемонии присутствовали родственник Самуэля дель Кампо и генеральный директор министерства иностранных дел Чили Миленко Скокник (исп. Milenko Skoknik).